# جوزيف جاكسون (سياسي)
جوزيف جاكسون هو سياسي كندي، ولد في 1 أبريل 1831، وتوفي في 31 أكتوبر 1908. حزبياً، نشط في الحزب الليبرالي الكندي. وقد انتخب عضو مجلس العموم الكندي.